# マーチ・802

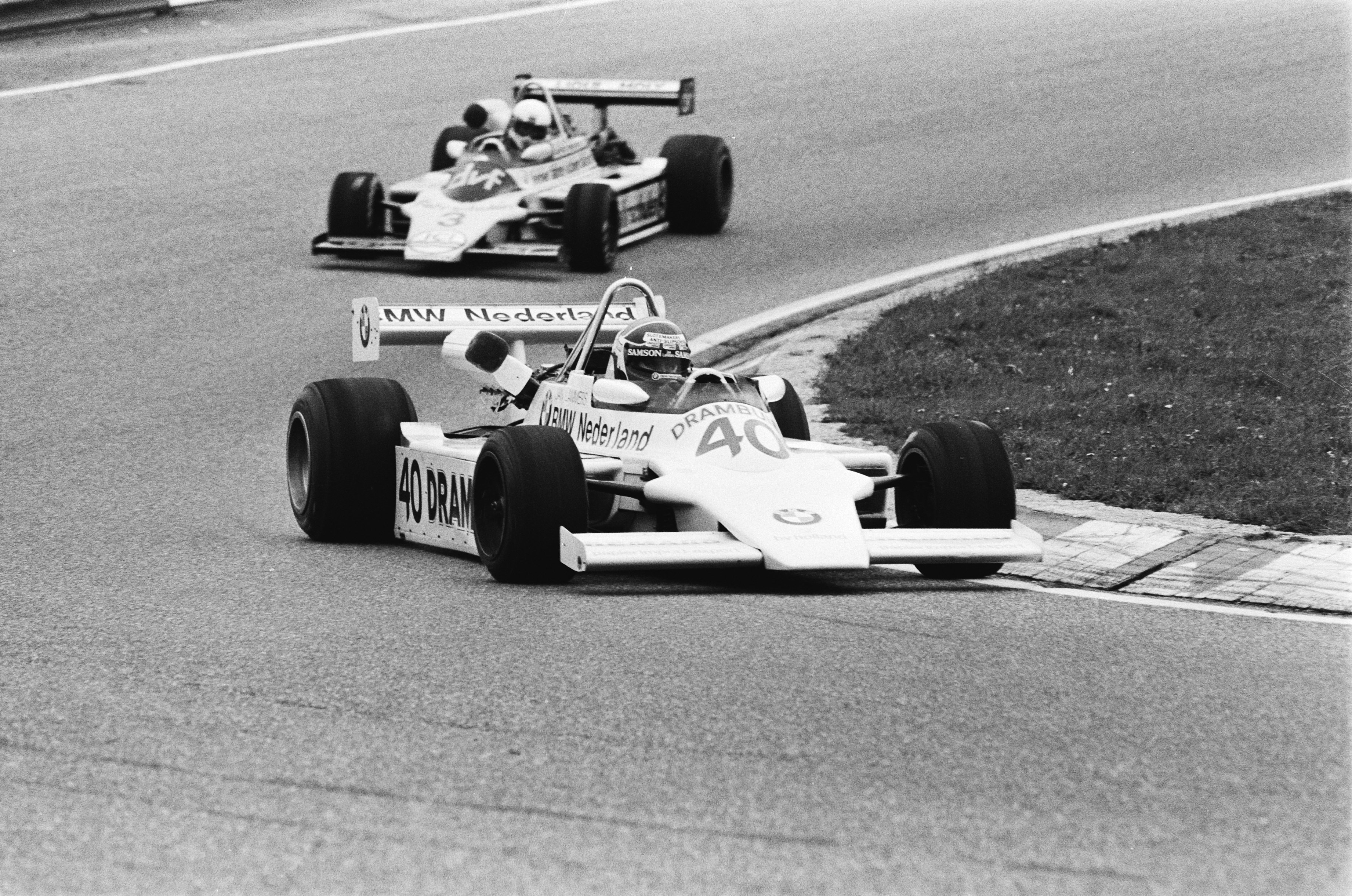
ヤン・ラマースが駆る802（1980年ザントフォールト・サーキットにて）

マーチ・802（March 802）は、イギリスのマーチ・エンジニアリングが1980年のフォーミュラ2（F2）選手権用に開発・設計・製造されたフォーミュラカーである。1980年のヨーロッパF2選手権で使用され、最高成績はテオ・ファビが記録したランキング3位（3勝）。主にBMW・M12/7であったが、ハート・420Rも搭載し、2.0 L (120 cu in) 直列4気筒エンジンであった。他のモデルと同様に、後に車とシャシーをクローズドホイールスポーツプロトタイプに改造され、1981年から1984年にかけて復活したCan-Amシリーズで使用された。また、ヨーロッパのインターセリエ・スポーツカーレースシリーズでも使用され、1981年のツェルトベクでウォルター・レヒナーのドライビングで優勝を飾っている。